# Balkanpakten (1953)
Balkanpakten (officiellt: "Vänskaps- och samarbetsöverenskommelsen") var ett fördrag som undertecknades i Ankara av Grekland, Jugoslavien och Turkiet den 28 februari 1953, och bildades i Bled den 9 augusti 1954. Det undertecknades för att motverka stärkt sovjetiskt inflytande på Balkanhalvön, och möjliggjorde skapandet av ett militärt samarbete mellan de tre. Vid den tiden var Grekland och Turkiet redan med i Nato, där Jugoslavien dock inte ville vara med. Balkanpakten hade dock varit en möjlighet för Jugoslavien att indirekt samarbeta med Nato.
Samarbetet kom dock senare att försvagas på grund av motsättningarna i Cypernfrågan.